# Manuel Pallàs i Ferrer
Manuel Pallàs i Ferrer (Saragossa, 11 de desembre de 1920 - Barcelona, 18 de maig de 1998) fou un futbolista català, nascut a Saragossa, de la dècada de 1940.

## Trajectòria
Començà la seva carrera al FC Martinenc. La temporada 1942-43 fou fitxat pel CE Sabadell, club on esdevingué un símbol. Durant la primera temporada al club assolí l'ascens a primera divisió. Romangué al club durant 10 temporades, disputant 199 partits en els quals marcà 70 gols, dels quals 106 partits i 27 gols en cinc temporades a Primera. Posteriorment encara jugà a clubs com el CF Badalona, CE Manresa i CE Europa. Disputà dos partits amb la selecció catalana, destacant el jugat a Les Corts l'any 1948 en el qual fou autor d'un hat-trick. L'any 1958 fou objecte d'un homenatge per part del club vallesà.